# جيمس كلافيل
جيمس كلافيل (بالإنجليزية: James Clavell)‏ (وُلد تشارلز إدموند دوماريسك كلافيل في ٣٢ أكتوبر 1921  وتوفي في 6 سبتمبر 1994)، روائي أسترالي (وأمريكي متجنس لاحقًا) وكاتب سيناريو ومخرج ومحارب قديم في الحرب العالمية الثانية وأسير. يُعرف كلافيل بكونه مؤلف رواياته عن الملحمة الآسيوية، التي كان لدى عدد منها تعديلات تلفزيونية. ألّف أيضًا كلافيل مثل هذه السيناريوهات كتلك الخاصة بفيلم الذبابة (1958) (استنادًا إلى القصة القصيرة لجورج لانغلان) والهروب الكبير (1963) (استنادًا إلى الحساب الشخصي لبول بريكهيل).

## السيرة الذاتية

### نشأته
وُلد في أستراليا، وكان نجل القائد ريتشارد تشارلز كلافيل، ضابط البحرية الملكية الذي كان متمركزًا في أستراليا مع البحرية الملكية الأسترالية من عام 1920 إلى 1922. تلقى كلافيل تعليمه في مدرسة بورتسموث غرامر، وبعد ذلك عاد إلى أستراليا.

### الحرب العالمية الثانية
خلال عام 1940، انضم كلافيل إلى المدفعية الملكية. على الرغم من تدريبه على حرب الصحراء، بعد الهجوم على بيرل هاربر في ديسمبر 1941، أُرسل إلى سنغافورة ليقاتل اليابانيين. غرقت السفينة التي كانت تقل وحدته في طريقها إلى سنغافورة، والتُقط الناجون من قبل قارب هولندي وفرّوا إلى الهند. أصر القائد، الذي وصفه كلافيل بعد سنوات بأنه «الغضب الشامل»، على أن يُنزلوا في أقرب ميناء لخوض الحرب على الرغم من عدم وجود أسلحة.

#### سجن في شانغي
أصيب برصاصة في وجهه، وقُبض عليه في جاوة عام 1942 وأُرسل إلى معسكر أسرى الحرب الياباني في جاوة. بعد ذلك نُقل إلى سجن شانغي في سنغافورة، حيث نجا واحد فقط من كل 15 سجينًا.

في عام 1981، روى كلافيل:
«أصبح تشانغي جامعتي بدلًا من سجني. وكان من بين السجناء خبراء في جميع مجالات الحياة، النواحي السامية والهابطة. درست واستوعبت كل شيء من الفيزياء إلى التزوير، لكن معظم ما تعلمته هو فن البقاء على قيد الحياة، وهو المسار الأهم على الإطلاق». 
أُطعم السجناء ربع رطل من الأرز يوميًا، وبيضة واحدة أسبوعيًا وخضروات في بعض الأحيان. يعتقد كلافيل أنه لو لم تسقط القنابل الذرية على هيروشيما وناجازاكي لما نجا من الحرب.
لم يتحدث كلافيل عن تجاربه في زمن الحرب مع أي شخص، حتى زوجته، مدة 15 عامًا بعد الحرب. لفترة من الوقت حمل علبة من السردين في جيبه في جميع الأوقات وحارب رغبة الحصول على الغذاء في علب القمامة. عانى أحلامًا سيئة، وأدت معدته العصبية إلى إبقائه مستيقظًا في الليل.

### السياسة وحياته اللاحقة
في عام 1963، أصبح كلافيل مواطنًا متجنسًا في الولايات المتحدة. من الناحية السياسية، قيل إنه كان فردًا متحمسًا ومؤيدًا لرأسمالة مبدأ عدم التدخل، كما يوضح العديد من أبطال كتبه. أُعجب كلافيل بآين راند، مؤسسة المدرسة الموضوعية للفلسفة، وأرسل لها نسخة من نوبل هاوس في مكتوب عام 1981: «هذه لآين راند، إحدى المواهب الحقيقية الصادقة على هذه الأرض التي يشكرها الكثيرون. جيمس سي، نيويورك، 2 سبتمبر 81.»

## وفاته
في عام 1994، توفي كلافيل في سويسرا إثر سكتة دماغية بينما كان يعاني من السرطان. توفي قبل شهر واحد من عيد ميلاده الثالث والسبعين. بعد رعاية أرملته، أُعيدت تسمية مكتبة متحف المدفعية الملكية وأرشيفه في الترسانة الملكية، وولويتش، في جنوب شرق لندن، إلى مكتبة جيمس كلافيل تكريمًا له. أُغلقت المكتبة في وقتٍ لاحق انتظارًا لافتتاح منشأة جديدة في سالزبوري، ويلتشير؛ ومع ذلك، فإن ساحة جيمس كلافيل الموجودة على ضفة نهر وولويتش ما تزال قائمة.

## روابط خارجية
- جيمس كلافيل على موقع IMDb (الإنجليزية)
- جيمس كلافيل على موقع الموسوعة البريطانية (الإنجليزية)
- جيمس كلافيل على موقع روتن توميتوز (الإنجليزية)
- جيمس كلافيل على موقع مونزينجر (الألمانية)
- جيمس كلافيل على موقع ألو سيني (الفرنسية)
- جيمس كلافيل على موقع ميوزك برينز (الإنجليزية)
- جيمس كلافيل على موقع أول موفي (الإنجليزية)
- جيمس كلافيل على موقع قاعدة بيانات برودواي على الإنترنت (الإنجليزية)
- جيمس كلافيل على موقع قاعدة بيانات الأفلام السويدية (السويدية)
- جيمس كلافيل على موقع إن إن دي بي (الإنجليزية)